# Asgard (cratera)

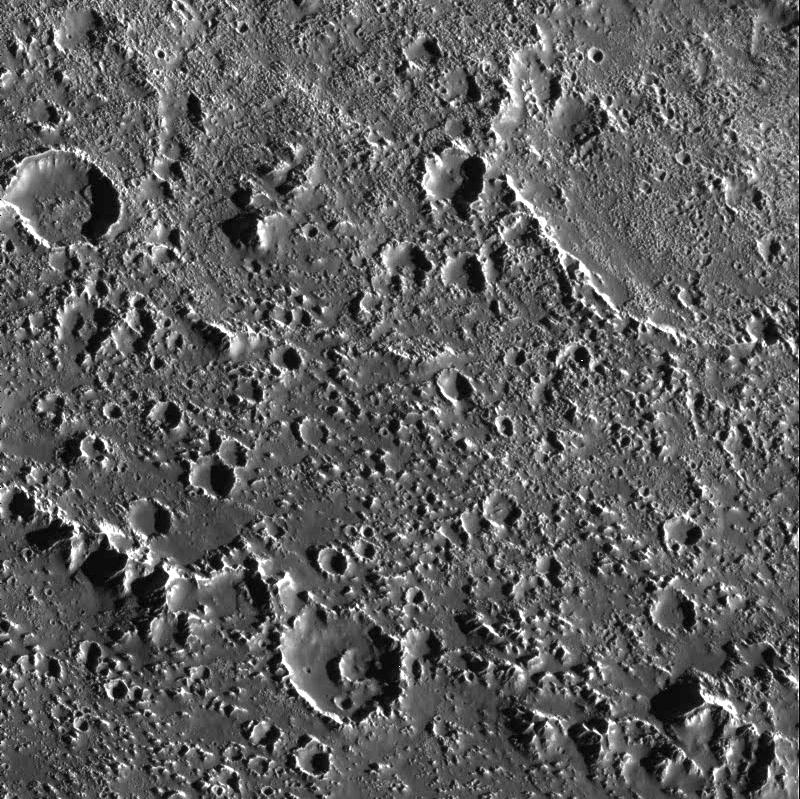
Irregularidades na superfície da bacia de Asgard em Calisto.

Asgard é a segunda maior cratera de impacto com estrutura de multi-anéis no satélite Calisto do planeta Júpiter, medindo aproximadamente 1600 km de diâmetro. Foi nomeada por Asgard, o lar dos deuses da mitologia nórdica.
Uma estrutura multianelar menor é superposta na parte nordeste de Asgard, que é chamada de Utgard que também provém da mitologia nórdica e mede aproximadamente 600 km de diâmetro.